# Lina Jacques-Sébastien
 Lina Jacques-Sébastien (Créteil, 10 april 1985) is een Franse sprintster, die gespecialiseerd is in de 100 en de 200 m. Ze nam tweemaal deel aan de Olympische Spelen, maar won hierbij geen medailles.

## Biografie
Haar eerste internationale succes was het winnen van een zilveren medaille op het EK U23 in 2005. In datzelfde jaar liep ze ook naar een zilveren medaille op de 200 m tijdens de Middellandse Zeespelen.
Op de wereldkampioenschappen in 2005 maakte Jacques-Sébastien deel uit van de Franse estafetteploeg op de 4 x 100 m. Het Franse viertal eindigde als vierde.
Drie jaar later nam Jacques-Sébastien nam deel aan de Olympische Spelen van 2008 in Peking. Samen met Muriel Hurtis-Houairi, Myriam Soumaré en Carima Louami vormde ze de Franse estafetteploeg op de 4 x 100 m estafette. Het viertal werd reeds in de reeksen uitgeschakeld als gevolg van een slechte wissel. 
In 2010 liep Lina Jacques-Sébastien naar een vijfde plaats op de 200 m op de Europese kampioenschappen in Barcelona. Enkele dagen later veroverde ze, samen met Christine Arron, Myriam Soumaré en Véronique Mang een zilveren medaille op de 4 x 100 m.
Op de Olympische Spelen van 2012 in Londen kwam ze uit op de 4 x 100 m estafette met haar teamgenotes Myriam Soumaré, Ayodelé Ikuesan en Johanna Danois. De ploeg werd gediskwalificeerd in de series.

## Titels
- Frans kampioene 200 m - 2010
- Frans indoorkampioene 200 m - 2010

## Persoonlijke records
Outdoor
| Afstand | Prestatie | Datum        | Plaats               |
| ------- | --------- | ------------ | -------------------- |
| 100 m   | 11,30 s   | 15 juni 2008 | Sotteville-lès-Rouen |
| 200 m   | 22,59 s   | 31 juli 2010 | Barcelona            |

Indoor
| Afstand | Prestatie | Datum            | Plaats   |
| ------- | --------- | ---------------- | -------- |
| 50 m    | 6,34 s    | 16 februari 2008 | Bordeaux |
| 60 m    | 7,35 s    | 16 februari 2008 | Bordeaux |
| 200 m   | 23,31 s   | 27 februari 2010 | Parijs   |

## Palmares

### 100 m
- 2004: 6e WK junioren - 11,58 s
- 2005:  EK U23 - 11,46 s

### 200 m
- 2005: 5e Middellandse Zeespelen – 23,75 s
- 2010: 5e EK – 22,59 s

### 4 x 100 m estafette
- 2005: 4e WK - 42,85 s
- 2008: DNF in serie OS
- 2010:  EK - 42,45 s
- 2011: 5e WK - 42,70 s
- 2012: DQ in serie OS